# کرگزویل (پنسیلوانیا)
کرگزویل (به انگلیسی: Kresgeville) یک منطقهٔ مسکونی در ایالات متحده آمریکا است که در شهرستان مونرو، پنسیلوانیا واقع شده‌است. کرگزویل ۲۰۶٫۰۵ متر بالاتر از سطح دریا واقع شده‌است.